# アレクサンドル・パングレ

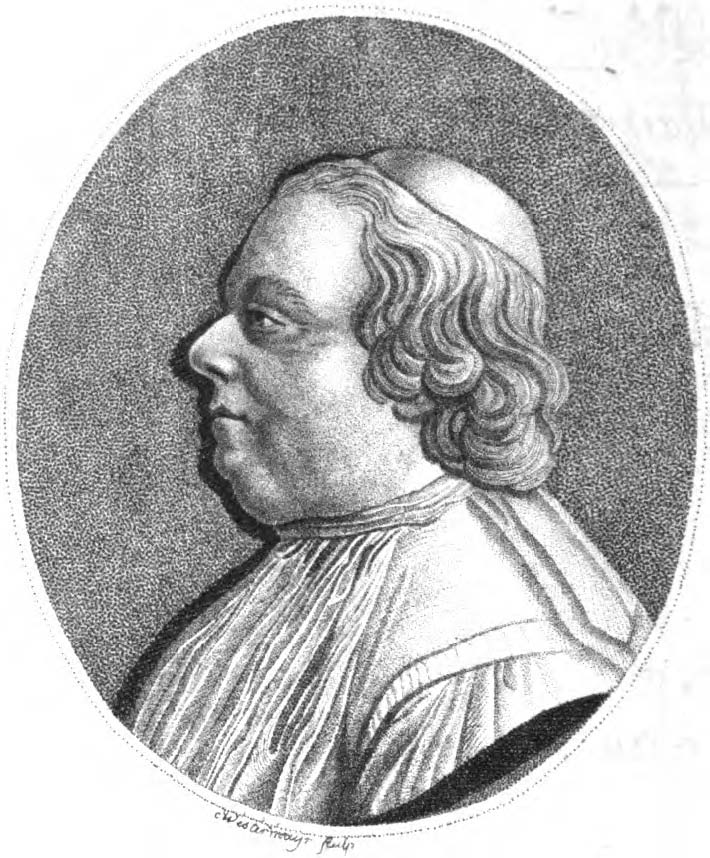
Alexandre Guy Pingré, 1799

アレクサンドル・パングレ（Alexandre Guy Pingré、1711年9月11日 - 1796年5月1日）は、フランスの天文学者・海図製作者。

## 生涯
パリに生まれ、サンリスで教育を受け、1735年に神学の教授となった。早くから天文学に興味を持ち、1749年にはルーアンのアカデミーの天文学教授となった。その後、パリのサント・ジュヌヴィエーヴ図書館の司書、パリ大学の総長に任じられた。サント＝ジュヌヴィエーヴ修道院に天文台を建設し、そこで40年間にわたって観測を続けた。
パングレは視力がよくなかったので、観測の技術は限られていたが、1749年の月食のラカーユの計算の4分間のエラーをみつけるなど、優れた数学的才能で評判を得た。水星の日面通過の観測した後、フランス王立科学アカデミーの会員となった。1757年に彗星に興味を持ち、彗星の理論と観測の歴史に関する著書Cométographie; ou, Traité historique et théorique des comètes (1783)を著した。
シャルル・ルモニエの観測に基づいて月の運行表を含む海事年鑑を発行した。1761年の金星の日面通過においては、王立アカデミーが組織した観測隊の一つに参加し、マダガスカル島近くのロドリゲス島に向かったが観測は成功しなかった。1767年にはクロノメータ（航海用時計）の評価のためにシャルル・メシエとともにバルト海を航海した。1769年にはハイチでの金星の日面通過の観測に参加した。
小惑星(12719)ピングレと月のクレータに命名がされている。